# Charley Webb
Pour les articles homonymes, voir Charley et Webb.
Charley Webb, née le 26 février 1988 à Bury en Angleterre, est une actrice britannique.

## Biographie
Charley Webb est surtout connue pour son rôle de Debbie dans la série télévisée Emmerdale.

## Filmographie
- 2006 : The Royal (série télévisée) : Kathy Carberry
- 2014 : Text Santa 2014 (téléfilm) : Debbie Dingle
- 2002-2016 : Emmerdale Farm (série télévisée) : Debbie Dingle / Debbie Jones / Debbie Barton